# وزارة الطاقة (تركمانستان)
وزارة الطاقة في تركمانستان (بالتركمانية: Türkmenistan energetika ministrligi)‏ هي وزارة تابعة لمجلس الوزراء في تركمانستان . منذ عام 2015، يتولى رئاسة الوزارة الوزير شاريمراد بورتشيكوف . 

## تاريخ الوزارة
بموجب المرسوم الذي أصدره رئيس تركمانستان قربان قولي بيردي محمدوف في 7 يوليو 2012 بشأن "إنشاء وزارة الطاقة في تركمانستان"، كانت الوزارة خليفة للإدارة الملغاة لوزارة الطاقة والصناعة في تركمانستان. ومن خلال التركيز على قطاع الطاقة، ستتمكن الوزارة من إدارة وتنسيق هذا القطاع بشكل أكثر فعالية. قبل أن تواجه الوكالة تحديات التحديث واسع النطاق لقدرات توليد الطاقة الحالية، وإنشاء قدرات جديدة، لزيادة صادرات الكهرباء. 

## الوزراء
| لا | اسم                | بداية      | نهاية      |
| 1  | مراد أرتيكوف       | 06.07.2012 | 10.01.2014 |
| 2  | جيلدي سارييف       | 10.01.2014 | 21.08.2015 |
| 3  | دووران ريجيبو      | 21.08.2015 | 27.02.2017 |
| 4  | شاريمراد بورتشيكوف | 27.02.2017 | حاضر       |